# Karl Friedrich August Witt
Karl Friedrich August Witt (* 1. Januar 1832 in Berlin; † 6. April 1910 in Dresden) war ein deutscher Apotheker und Stifter in Prenzlau.

## Biografie
Carl Friedrich August Witt wurde am 1. Januar 1832 in Berlin geboren und am 12. Februar 1832 in der evangelischen Kirche Berlin Friedrich-Werder (Mitte) getauft. Er hörte allgemein auf den Rufnamen August.
Witts Vater, Carl Eduard Witt (* 28. Januar 1802; † 6. Mai 18??) war Materialist und wohnte ab 1829 in Berlin Mitte in der Kronenstr. 24, in den Jahren 1830/31 in der Markgrafenstr. 60, 1832 in der Holzgartenstraße 7 und 1833 Langegasse 53.
Witts Mutter war Albertine Froede (* 3. September 1795; † 17. März 1874). Er hatte einen Bruder – Albert Wilhelm Theodor Witt (* 29. Mai 1833; † 28. Januar 1873), der am 23. Juni 1833 an St. Georgen in Berlin getauft wurde – sowie eine Schwester – Anna Witt (* 14. März 18??; † 21. Juli 1875).
Die " Grüne Apotheke " in Prenzlau war vom 15. Juli 1857 bis zum 31. Juli 1880 in seinem Besitz, er war Inhaber des Apotheken-Privilegs und Grundstückseigentümer.
Im Cholerajahr 1866 stellte er Selterswasser her und rettete damit tausenden Prenzlauern das Leben, legte damit auch den Grundstein für sein Vermögen. Der Stadt Prenzlau stiftete er die Kapanlagen und das Kaphaus, eine Volksbibliothek in der Roßstraße Nr. 271, die Denkmäler von Kaiser Wilhelm I. (1898), Bismarck und Moltke (1899), Martin Luther (1903), Friedrich der Große (1906) und Kaiser Friedrich III. (1906). Er stiftete 1909 in der Marienkirche eine elektrische Beleuchtungsanlage und im Gymnasium die Aula mit einer Orgel sowie das Volkskino.
1899 wurde in Prenzlau die Wittstraße nach ihm benannt.
Witt lebte seit 1880 in Dresden und starb dort am 6. April 1910. Nach seinem Tod wurde er nach Prenzlau überführt und auf dem Friedhof begraben, wo ihm als Ehrenbürger der Stadt ein Erbbegräbnis erbaut wurde. Sein Vermögen hinterließ er der Stadt Prenzlau, einschließlich seiner Villa in Dresden.